# Bezludne sześćdziesiątki

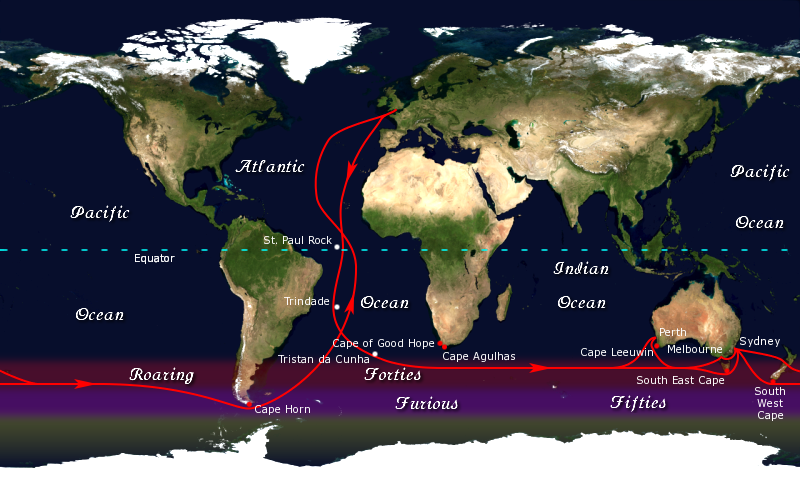
Szlak kliprów i pasy wód półkuli południowej. Statki żeglujące pomiędzy Europą a Australią i Nową Zelandią unikały wód wokółantarktycznych.

Bezludne sześćdziesiątki – obszar wód Oceanu Południowego rozciągający się pomiędzy 60° i 70° szerokości geograficznej południowej, otaczający Antarktydę. W rejonie tym występuje Antarktyczny Prąd Okołobiegunowy.
Na północ od pasa bezludnych sześćdziesiątek znajduje się pas wyjących pięćdziesiątek, obszar o najsilniejszych stałych wiatrach na Ziemi.

## Obecność ludzka
Obszar ten jest całkowicie pozbawiony stałej ludności, czemu zawdzięcza swoją nazwę. Przyczynia się do tego surowy klimat polarny. Jedynymi stałymi lądami na tym obszarze są północna część Półwyspu Antarktycznego (Ziemia Grahama) i antarktyczne wyspy. Ludzie bytują tu wyłącznie w stacjach polarnych.
Opis samotnej żeglugi wzdłuż 60. równoleżnika na jachcie można znaleźć w książce Davida Lewisa "Ice Bird" (Wydawnictwo Morskie, 1979).